# CIP (Incoterm)

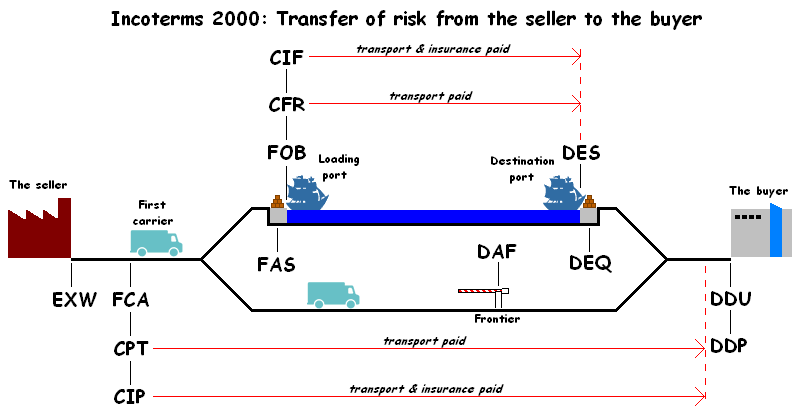
Các nhóm chính trong Incoterm 2000

Cước và bảo hiểm trả tới điểm đến hay Cước phí và phí bảo hiểm trả tới, tiếng Anh Carriage and Insurance Paid to, viết tắt là CIP, là một điều kiện của Incoterm, trong đó:
Người bán phải:
- Ký hợp đồng chuyên chở và trả cước đến địa điểm đích quy định
- Lấy giấy phép xuất khẩu, nộp thuế và lệ phí xuất khẩu
- Giao hàng cho người vận tải đầu tiên
- Ký hợp đồng bảo hiểm cho hàng và trả phí bảo hiểm
- Cung cấp cho người mua hoá đơn, chứng từ vận tải thường lệ và đơn bảo hiểm hoặc bằng chứng khác để thể hiện hàng đã được bảo hiểm

Người mua phải:
- Nhận hàng khi hàng được giao cho người vận tải đầu tiên, khi hoá đơn, đơn bảo hiểm và chứng từ vận tải được giao cho mình
- Nộp thuế nhập khẩu và các chi phí nội địa
- Chịu rủi ro và tổn thất kể từ khi hàng được giao cho người vận tải đầu tiên